# Trichosteleum stereodontoides
Trichosteleum stereodontoides är en bladmossart som beskrevs av Brotherus och Hirendra Chandra Gangulee 1980. Trichosteleum stereodontoides ingår i släktet Trichosteleum och familjen Sematophyllaceae. Inga underarter finns listade i Catalogue of Life.